# Waterpolo als Jocs Europeus de 2015 – Dones
El torneig de waterpolo femení dels Jocs Europeus es durà a terme a Bakú, Azerbaidjan entre el 12 i el 21 de juny de 2015.

## Classificació
La nació organitzadora té plaça assegurada en ambdós tornejos. El Campionat Europeu de Waterpolo Júnior 2013 classificava pel torneig de manera directa. També es va disputar un torneig de classificació per aquelles seleccions sense plaça.
| Event classificatori                              | Data              | Instal·lació           | Nombre de places | Països classificats                                          |
| ------------------------------------------------- | ----------------- | ---------------------- | ---------------- | ------------------------------------------------------------ |
| País organitzador                                 | –                 | –                      | 1                | Azerbaidjan                                                  |
| Campionat Europeu de Waterpolo Femení Júnior 2013 | 1–8 Setembre 2013 | Istanbul, Turquia      | 6                | Grècia · Espanya · Països Baixos · Itàlia · Hongria · Rússia |
| Torneig Classificatori A                          | 12–15 Març 2015   | Niça, França           | 2                | França · Regne Unit                                          |
| Torneig Classificatori B                          | 12–14 Març 2015   | Bratislava, Eslovàquia | 2                | Eslovàquia · Israel                                          |
| Torneig Classificatori C                          | 12–14 Març 2015   | Belgrad, Sèrbia        | 2                | Alemanya · Sèrbia                                            |
| Total                                             |                   |                        | 12               |                                                              |

## Grups
| Grupo A       | Grupo B    |
| ------------- | ---------- |
| Grècia        | França     |
| Països Baixos | Espanya    |
| Hongria       | Sèrbia     |
| Alemanya      | Itàlia     |
| Israel        | Rússia     |
| Regne Unit    | Eslovàquia |

## Ronda Preliminar

### Grup A
| Equip         | J | G | E | P | GF | GC | DG  | PTS | Classificat per |
| ------------- | - | - | - | - | -- | -- | --- | --- | --------------- |
| Grècia        | 5 | 4 | 0 | 1 | 78 | 29 | +49 | 12  | Semifinals      |
| Països Baixos | 5 | 4 | 0 | 1 | 86 | 34 | +52 | 12  | Play-offs       |
| Hongria       | 5 | 4 | 0 | 1 | 80 | 35 | +45 | 12  | Play-offs       |
| Alemanya      | 5 | 2 | 0 | 1 | 32 | 61 | −29 | 6   | Eliminat        |
| Regne Unit    | 5 | 1 | 0 | 4 | 33 | 74 | −41 | 3   | Eliminat        |
| Israel        | 5 | 0 | 0 | 5 | 18 | 94 | −76 | 0   | Eliminat        |

| 12 Juny 2015 09:00 Partit 1 | Països Baixos                           | 29‐1 | Israel  | Waterpolo Arena, Azerbaidjan Àrbitres: Svetlana Dreval, Martina Kunikova |
| 12 Juny 2015 09:00 Partit 1 | Resultat per quarts: 5–0, 8–0, 9–1, 7–0 |      |         | Waterpolo Arena, Azerbaidjan Àrbitres: Svetlana Dreval, Martina Kunikova |
| 12 Juny 2015 09:00 Partit 1 | Joustra 6                               | Gols | David 1 | Waterpolo Arena, Azerbaidjan Àrbitres: Svetlana Dreval, Martina Kunikova |

| 12 Juny 2015 09:00 Partit 2 | Hongria                                 | 21‐4 | Alemanya             | Waterpolo Arena, Azerbaidjan Àrbitres: Florent Blanchard, Marco Ercoli |
| 12 Juny 2015 09:00 Partit 2 | Resultat per quarts: 6–1, 6–1, 6–0, 3–2 |      |                      | Waterpolo Arena, Azerbaidjan Àrbitres: Florent Blanchard, Marco Ercoli |
| 12 Juny 2015 09:00 Partit 2 | Hertzka, Miklos 4                       | Gols | "quatre jugadores" 1 | Waterpolo Arena, Azerbaidjan Àrbitres: Florent Blanchard, Marco Ercoli |

| 12 Juny 2015 10:45 Partit 3 | Grècia                                  | 20‐2 | Regne Unit | Waterpolo Arena, Azerbaidjan Àrbitres: Joan Colominas, Vlaho Radičević |
| 12 Juny 2015 10:45 Partit 3 | Resultat per quarts: 4–0, 6–0, 2–1, 8–1 |      |            | Waterpolo Arena, Azerbaidjan Àrbitres: Joan Colominas, Vlaho Radičević |
| 12 Juny 2015 10:45 Partit 3 | Kalogerakou 4                           | Gols | Brazier 2  | Waterpolo Arena, Azerbaidjan Àrbitres: Joan Colominas, Vlaho Radičević |

| 13 Juny 2015 12:00 Partit 4 | Israel                                  | 3‐23 | Hongria  | Waterpolo Arena, Azerbaidjan Àrbitres: Martina Kunikova, Andrej Laginja |
| 13 Juny 2015 12:00 Partit 4 | Resultat per quarts: 0-9, 0-5, 2-6, 1-3 |      |          | Waterpolo Arena, Azerbaidjan Àrbitres: Martina Kunikova, Andrej Laginja |
| 13 Juny 2015 12:00 Partit 4 | Ben David 3                             | Gols | Farkas 4 | Waterpolo Arena, Azerbaidjan Àrbitres: Martina Kunikova, Andrej Laginja |

| 13 Juny 2015 13:45 Partit 5 | Regne Unit                              | 8‐10 | Alemanya        | Waterpolo Arena, Azerbaidjan Àrbitres: Florent Blanchard, Svetlana Dreval |
| 13 Juny 2015 13:45 Partit 5 | Resultat per quarts: 3-4, 1-3, 2-2, 2-1 |      |                 | Waterpolo Arena, Azerbaidjan Àrbitres: Florent Blanchard, Svetlana Dreval |
| 13 Juny 2015 13:45 Partit 5 | McCoy, Dean 2                           | Gols | "4 jugadores" 2 | Waterpolo Arena, Azerbaidjan Àrbitres: Florent Blanchard, Svetlana Dreval |

| 13 Juny 2015 17:30 Partit 6 | Grècia                                  | 14‐8 | Països Baixos | Waterpolo Arena, Azerbaidjan Àrbitres: Juan Colominas, Daniele Bianco |
| 13 Juny 2015 17:30 Partit 6 | Resultat per quarts: 5-1, 3-3, 3-3, 3-1 |      |               | Waterpolo Arena, Azerbaidjan Àrbitres: Juan Colominas, Daniele Bianco |
| 13 Juny 2015 17:30 Partit 6 | Plevritou, Eleftheriadou 3              | Gols | Joustra 3     | Waterpolo Arena, Azerbaidjan Àrbitres: Juan Colominas, Daniele Bianco |

| 14 Juny 2015 8:15 Partit 7 | Alemanya                                | 10‐1 | Israel | Waterpolo Arena, Azerbaidjan Àrbitres: Daniele Bianco, Vasily Tkachenko |
| 14 Juny 2015 8:15 Partit 7 | Resultat per quarts: 4-1, 2-0, 1-0, 3-0 |      |        | Waterpolo Arena, Azerbaidjan Àrbitres: Daniele Bianco, Vasily Tkachenko |
| 14 Juny 2015 8:15 Partit 7 | Hartwig 4                               | Gols | Noy 1  | Waterpolo Arena, Azerbaidjan Àrbitres: Daniele Bianco, Vasily Tkachenko |

| 14 Juny 2015 13:45 Partit 8 | Països Baixos                           | 19‐6 | Regne Unit | Waterpolo Arena, Azerbaidjan Àrbitres: Martina Kunikova, Erkan Turkkan |
| 14 Juny 2015 13:45 Partit 8 | Resultat per quarts: 2-0, 6-2, 8-3, 3-1 |      |            | Waterpolo Arena, Azerbaidjan Àrbitres: Martina Kunikova, Erkan Turkkan |
| 14 Juny 2015 13:45 Partit 8 | Rogge 5                                 | Gols | Brazier 2  | Waterpolo Arena, Azerbaidjan Àrbitres: Martina Kunikova, Erkan Turkkan |

| 14 Juny 2015 17:30 Partit 9 | Hongria                                 | 11‐10 | Grècia                      | Waterpolo Arena, Azerbaidjan Àrbitres: Boris Obradovic, Vlaho Radicevic |
| 14 Juny 2015 17:30 Partit 9 | Resultat per quarts: 3-4, 1-4, 2-1, 5-1 |       |                             | Waterpolo Arena, Azerbaidjan Àrbitres: Boris Obradovic, Vlaho Radicevic |
| 14 Juny 2015 17:30 Partit 9 | Valyi 4                                 | Gols  | Eleftheriadou, Protopapas 3 | Waterpolo Arena, Azerbaidjan Àrbitres: Boris Obradovic, Vlaho Radicevic |

| 15 Juny 2015 12:00 Partit 10 | Regne Unit                              | 13‐9 | Israel  | Waterpolo Arena, Azerbaidjan Àrbitres: Florent Blanchard, Massimo Angileri |
| 15 Juny 2015 12:00 Partit 10 | Resultat per quarts: 4-2, 3-1, 4-3, 2-3 |      |         | Waterpolo Arena, Azerbaidjan Àrbitres: Florent Blanchard, Massimo Angileri |
| 15 Juny 2015 12:00 Partit 10 | '3 jugadores' 3                         | Gols | Felix 3 | Waterpolo Arena, Azerbaidjan Àrbitres: Florent Blanchard, Massimo Angileri |

| 15 Juny 2015 13:45 Partit 11 | Grècia                                  | 15‐4 | Alemanya  | Waterpolo Arena, Azerbaidjan Àrbitres: Boris Obradovic, Erkan Turkkan |
| 15 Juny 2015 13:45 Partit 11 | Resultat per quarts: 5-0, 3-2, 3-1, 4-1 |      |           | Waterpolo Arena, Azerbaidjan Àrbitres: Boris Obradovic, Erkan Turkkan |
| 15 Juny 2015 13:45 Partit 11 | Plevritou 5                             | Gols | Hartwig 2 | Waterpolo Arena, Azerbaidjan Àrbitres: Boris Obradovic, Erkan Turkkan |

| 15 Juny 2015 17:30 Partit 12 | Països Baixos                           | 14‐9 | Hongria  | Waterpolo Arena, Azerbaidjan Àrbitres: Raul Torres, Mark Koganov |
| 15 Juny 2015 17:30 Partit 12 | Resultat per quarts: 2-2, 3-4, 5-2, 4-1 |      |          | Waterpolo Arena, Azerbaidjan Àrbitres: Raul Torres, Mark Koganov |
| 15 Juny 2015 17:30 Partit 12 | Rogge 4                                 | Gols | Mchunu 4 | Waterpolo Arena, Azerbaidjan Àrbitres: Raul Torres, Mark Koganov |

| 16 Juny 2015 7:30 Partit 13 | Grècia                                  | 19‐4 | Israel      | Waterpolo Arena, Azerbaidjan Àrbitres: Marco Ercoli, Martina Kunikova |
| 16 Juny 2015 7:30 Partit 13 | Resultat per quarts: 3-3, 6-0, 5-0, 5-1 |      |             | Waterpolo Arena, Azerbaidjan Àrbitres: Marco Ercoli, Martina Kunikova |
| 16 Juny 2015 7:30 Partit 13 | Mavrota 5                               | Gols | Ben David 2 | Waterpolo Arena, Azerbaidjan Àrbitres: Marco Ercoli, Martina Kunikova |

| 16 Juny 2015 9:15 Partit 14 | Alemanya                                | 4‐16 | Països Baixos     | Waterpolo Arena, Azerbaidjan Àrbitres: Raul Torres, Miodrag Stefanovic |
| 16 Juny 2015 9:15 Partit 14 | Resultat per quarts: 0-4, 0-6, 1-4, 3-2 |      |                   | Waterpolo Arena, Azerbaidjan Àrbitres: Raul Torres, Miodrag Stefanovic |
| 16 Juny 2015 9:15 Partit 14 | Deike 2                                 | Gols | Scheij, Bosveld 3 | Waterpolo Arena, Azerbaidjan Àrbitres: Raul Torres, Miodrag Stefanovic |

| 16 Juny 2015 15:00 Partit 15 | Hongria                                 | 16‐4 | Regne Unit | Waterpolo Arena, Azerbaidjan Àrbitres: Vasiliy Tkachenko, Benjamin Mercier |
| 16 Juny 2015 15:00 Partit 15 | Resultat per quarts: 3-3, 6-0, 5-0, 5-1 |      |            | Waterpolo Arena, Azerbaidjan Àrbitres: Vasiliy Tkachenko, Benjamin Mercier |
| 16 Juny 2015 15:00 Partit 15 | Valyi 5                                 | Gols | Rogers 2   | Waterpolo Arena, Azerbaidjan Àrbitres: Vasiliy Tkachenko, Benjamin Mercier |

### Grup B
| Equip      | J | G | E | P | GF | GC | DG  | PTS | Classificat per |
| ---------- | - | - | - | - | -- | -- | --- | --- | --------------- |
| Rússia     | 5 | 4 | 1 | 0 | 89 | 29 | +60 | 13  | Semifinals      |
| Espanya    | 5 | 4 | 0 | 1 | 75 | 33 | +42 | 12  | Play-offs       |
| Itàlia     | 5 | 3 | 1 | 1 | 76 | 37 | +39 | 10  | Play-offs       |
| Eslovàquia | 5 | 2 | 0 | 3 | 33 | 64 | −31 | 6   | Eliminat        |
| França     | 5 | 1 | 0 | 4 | 27 | 83 | −56 | 3   | Eliminat        |
| Sèrbia     | 5 | 0 | 0 | 5 | 26 | 80 | −54 | 0   | Eliminat        |

| 12 Juny 2015 10:45 Partit 1 | Espanya                                 | 17‐4 | Sèrbia | Waterpolo Arena, Azerbaidjan Àrbitres: Matan Schwartz, Marcela Mauss |
| 12 Juny 2015 10:45 Partit 1 | Resultat per quarts: 5–0, 2–1, 5–0, 5–3 |      |        | Waterpolo Arena, Azerbaidjan Àrbitres: Matan Schwartz, Marcela Mauss |
| 12 Juny 2015 10:45 Partit 1 | Aznar Diez 4                            | Gols | Luka 2 | Waterpolo Arena, Azerbaidjan Àrbitres: Matan Schwartz, Marcela Mauss |

| 12 Juny 2015 12:30 Partit 2 | Rússia                                  | 13‐4 | Eslovàquia      | Waterpolo Arena, Azerbaidjan Àrbitres: Brian Littlejohn, Gabriella Várkonyi |
| 12 Juny 2015 12:30 Partit 2 | Resultat per quarts: 2–1, 3–1, 4–2, 4–0 |      |                 | Waterpolo Arena, Azerbaidjan Àrbitres: Brian Littlejohn, Gabriella Várkonyi |
| 12 Juny 2015 12:30 Partit 2 | Bersneva, Khamzaeva 3                   | Gols | Stankovianska 2 | Waterpolo Arena, Azerbaidjan Àrbitres: Brian Littlejohn, Gabriella Várkonyi |

| 12 Juny 2015 12:30 Partit 3 | Itàlia                                  | 22‐5 | França    | Waterpolo Arena, Azerbaidjan Àrbitres: Konstantinos Kyranis, Peter van der Loo |
| 12 Juny 2015 12:30 Partit 3 | Resultat per quarts: 6–1, 4–1, 4–0, 9–2 |      |           | Waterpolo Arena, Azerbaidjan Àrbitres: Konstantinos Kyranis, Peter van der Loo |
| 12 Juny 2015 12:30 Partit 3 | Cocchiere 5                             | Gols | Le Roux 3 | Waterpolo Arena, Azerbaidjan Àrbitres: Konstantinos Kyranis, Peter van der Loo |

| 13 Juny 2015 8:15 Partit 4 | França                                  | 3‐25 | Rússia               | Waterpolo Arena, Azerbaidjan Àrbitres: Massimo Angileri, Cornelis van der Loo |
| 13 Juny 2015 8:15 Partit 4 | Resultat per quarts: 0-4, 1-8, 1-8, 1-5 |      |                      | Waterpolo Arena, Azerbaidjan Àrbitres: Massimo Angileri, Cornelis van der Loo |
| 13 Juny 2015 8:15 Partit 4 | Le Roux 2                               | Gols | Fedotova, Bersneva 6 | Waterpolo Arena, Azerbaidjan Àrbitres: Massimo Angileri, Cornelis van der Loo |

| 13 Juny 2015 10:00 Partit 5 | Sèrbia                                  | 8‐9  | Eslovàquia           | Waterpolo Arena, Azerbaidjan Àrbitres: Konstantinos Kyranis, Marcela Mauss |
| 13 Juny 2015 10:00 Partit 5 | Resultat per quarts: 1-0, 2-1, 4-3, 1-5 |      |                      | Waterpolo Arena, Azerbaidjan Àrbitres: Konstantinos Kyranis, Marcela Mauss |
| 13 Juny 2015 10:00 Partit 5 | Rudic 4                                 | Gols | Krivdova, Rybanska 2 | Waterpolo Arena, Azerbaidjan Àrbitres: Konstantinos Kyranis, Marcela Mauss |

| 13 Juny 2015 15:45 Partit 6 | Espanya                                 | 10‐8 | Itàlia           | Waterpolo Arena, Azerbaidjan Àrbitres: Boris Obradovic, Radu Matache |
| 13 Juny 2015 15:45 Partit 6 | Resultat per quarts: 3-0, 2-2, 2-5, 3-1 |      |                  | Waterpolo Arena, Azerbaidjan Àrbitres: Boris Obradovic, Radu Matache |
| 13 Juny 2015 15:45 Partit 6 | Crespí, Bonamusa 3                      | Gols | Millo, Picozzi 2 | Waterpolo Arena, Azerbaidjan Àrbitres: Boris Obradovic, Radu Matache |

| 14 Juny 2015 10:00 Partit 7 | Itàlia                                  | 17‐4 | Sèrbia  | Waterpolo Arena, Azerbaidjan Àrbitres: Gabriella Varkonyi, Andrej Laginja |
| 14 Juny 2015 10:00 Partit 7 | Resultat per quarts: 6-2, 3-0, 3-0, 5-2 |      |         | Waterpolo Arena, Azerbaidjan Àrbitres: Gabriella Varkonyi, Andrej Laginja |
| 14 Juny 2015 10:00 Partit 7 | Millo 4                                 | Gols | Rudic 2 | Waterpolo Arena, Azerbaidjan Àrbitres: Gabriella Varkonyi, Andrej Laginja |

| 14 Juny 2015 12:00 Partit 8 | Eslovàquia                              | 9‐5  | França               | Waterpolo Arena, Azerbaidjan Àrbitres: Christian Landmann, Vyacheslav Byelyevtsov |
| 14 Juny 2015 12:00 Partit 8 | Resultat per quarts: 5-0, 1-1, 2-2, 1-2 |      |                      | Waterpolo Arena, Azerbaidjan Àrbitres: Christian Landmann, Vyacheslav Byelyevtsov |
| 14 Juny 2015 12:00 Partit 8 | Patricia Krivdova 4                     | Gols | le Roux, Tonquedec 2 | Waterpolo Arena, Azerbaidjan Àrbitres: Christian Landmann, Vyacheslav Byelyevtsov |

| 14 Juny 2015 15:45 Partit 9 | Rússia                                  | 12‐8 | Espanya         | Waterpolo Arena, Azerbaidjan Àrbitres: Konstantinos Kyranis, Gabor Vogel |
| 14 Juny 2015 15:45 Partit 9 | Resultat per quarts: 3-1, 3-2, 2-3, 4-2 |      |                 | Waterpolo Arena, Azerbaidjan Àrbitres: Konstantinos Kyranis, Gabor Vogel |
| 14 Juny 2015 15:45 Partit 9 | '3 jugadores' 3                         | Gols | Roldan, Aznar 2 | Waterpolo Arena, Azerbaidjan Àrbitres: Konstantinos Kyranis, Gabor Vogel |

| 15 Juny 2015 8:15 Partit 10 | Sèrbia                                  | 7‐9  | França  | Waterpolo Arena, Azerbaidjan Àrbitres: Spyridon Achladiotis, Christian Landmann |
| 15 Juny 2015 8:15 Partit 10 | Resultat per quarts: 0-2, 3-1, 2-4, 2-2 |      |         | Waterpolo Arena, Azerbaidjan Àrbitres: Spyridon Achladiotis, Christian Landmann |
| 15 Juny 2015 8:15 Partit 10 | '3 jugadores' 2                         | Gols | le Roux | Waterpolo Arena, Azerbaidjan Àrbitres: Spyridon Achladiotis, Christian Landmann |

| 15 Juny 2015 10:00 Partit 11 | Espanya                                 | 20‐4 | Eslovàquia | Waterpolo Arena, Azerbaidjan Àrbitres: Marcela Mauss, Andrej Laginja |
| 15 Juny 2015 10:00 Partit 11 | Resultat per quarts: 5-1, 3-2, 5-0, 7-1 |      |            | Waterpolo Arena, Azerbaidjan Àrbitres: Marcela Mauss, Andrej Laginja |
| 15 Juny 2015 10:00 Partit 11 | Aznar 4                                 | Gols | Rybanska 2 | Waterpolo Arena, Azerbaidjan Àrbitres: Marcela Mauss, Andrej Laginja |

| 15 Juny 2015 15:45 Partit 12 | Itàlia                                  | 11‐11 | Rússia      | Waterpolo Arena, Azerbaidjan Àrbitres: Vlaho Radicevic, Matan Schwartz |
| 15 Juny 2015 15:45 Partit 12 | Resultat per quarts: 3-3, 2-4, 3-2, 3-2 |       |             | Waterpolo Arena, Azerbaidjan Àrbitres: Vlaho Radicevic, Matan Schwartz |
| 15 Juny 2015 15:45 Partit 12 | Picozzi 6                               | Gols  | Gerzanich 3 | Waterpolo Arena, Azerbaidjan Àrbitres: Vlaho Radicevic, Matan Schwartz |

| 15 Juny 2015 11:15 Partit 13 | Eslovàquia                              | 7‐18 | Itàlia      | Waterpolo Arena, Azerbaidjan Àrbitres: Gabor Vogel, Brian Littlejohn |
| 15 Juny 2015 11:15 Partit 13 | Resultat per quarts: 1-4, 1-5, 2-4, 3-5 |      |             | Waterpolo Arena, Azerbaidjan Àrbitres: Gabor Vogel, Brian Littlejohn |
| 15 Juny 2015 11:15 Partit 13 | Rybanska 4                              | Gols | Cocchiere 5 | Waterpolo Arena, Azerbaidjan Àrbitres: Gabor Vogel, Brian Littlejohn |

| 15 Juny 2015 13:00 Partit 14 | Rússia                                  | 28‐3 | Sèrbia        | Waterpolo Arena, Azerbaidjan Àrbitres: Erkan Turkkan, Massimo Angileri |
| 15 Juny 2015 13:00 Partit 14 | Resultat per quarts: 9-1, 7-1, 9-0, 3-1 |      |               | Waterpolo Arena, Azerbaidjan Àrbitres: Erkan Turkkan, Massimo Angileri |
| 15 Juny 2015 13:00 Partit 14 | Khamzaeva 6                             | Gols | Damnjanovic 2 | Waterpolo Arena, Azerbaidjan Àrbitres: Erkan Turkkan, Massimo Angileri |

| 15 Juny 2015 16:45 Partit 15 | Espanya                                 | 20‐5 | França              | Waterpolo Arena, Azerbaidjan Àrbitres: Konstantinos Kyranis, Radu Matache |
| 15 Juny 2015 16:45 Partit 15 | Resultat per quarts: 3-0, 8-2, 2-1, 7-2 |      |                     | Waterpolo Arena, Azerbaidjan Àrbitres: Konstantinos Kyranis, Radu Matache |
| 15 Juny 2015 16:45 Partit 15 | Montoya 4                               | Gols | le Roux, Alberato 2 | Waterpolo Arena, Azerbaidjan Àrbitres: Konstantinos Kyranis, Radu Matache |

## Fase Final

### 1r a 6è lloc
|  | Quarts de final | Quarts de final | Quarts de final |    |         | Semifinals | Semifinals    | Semifinals |  |  | Final              | Final              | Final              |
|  |                 |                 |                 |    |         |            |               |            |  |  |                    |                    |                    |
|  |                 |                 |                 |    |         | B1         | Rússia        | 17         |  |  |                    |                    |                    |
|  | A2              | Països Baixos   | 12              |    |         | B1         | Rússia        | 17         |  |  |                    |                    |                    |
|  | A2              | Països Baixos   | 12              | B3 | Itàlia  | 7          |               |            |  |  |                    |                    |                    |
|  | B3              | Itàlia          | 18              | B3 | Itàlia  | 7          |               |            |  |  |                    |                    |                    |
|  |                 |                 |                 |    |         |            |               |            |  |  | B1                 | Rússia             | 10(7)              |
|  |                 |                 |                 |    |         |            |               |            |  |  | B1                 | Rússia             | 10(7)              |
|  |                 |                 |                 |    |         |            |               |            |  |  | B2                 | Espanya            | 10(6)              |
|  |                 |                 |                 |    |         | A1         | Grècia        | 6          |  |  | B2                 | Espanya            | 10(6)              |
|  | A3              | Hongria         | 5               |    |         | A1         | Grècia        | 6          |  |  |                    |                    |                    |
|  | A3              | Hongria         | 5               | B2 | Espanya | 9          |               |            |  |  |                    |                    |                    |
|  | B2              | Espanya         | 8               | B2 | Espanya | 9          |               |            |  |  |                    |                    |                    |
|  | B2              | Espanya         | 8               |    |         |            |               |            |  |  |                    |                    |                    |
|  |                 |                 |                 |    |         | 5è–6è      | 5è–6è         | 5è–6è      |  |  | Partit pel 3r lloc | Partit pel 3r lloc | Partit pel 3r lloc |
|  |                 |                 |                 |    |         |            |               |            |  |  |                    |                    |                    |
|  |                 |                 |                 |    |         | A2         | Països Baixos | 9          |  |  | B3                 | Itàlia             | 7                  |
|  |                 |                 |                 |    |         | A3         | Hongria       | 10         |  |  | A1                 | Grècia             | 8                  |

### 7è a 12è lloc
|  | 7è a 12è lloc | 7è a 12è lloc | 7è a 12è lloc |    |        | 7è a 10è lloc | 7è a 10è lloc | 7è a 10è lloc |  |  | 7è–8è  | 7è–8è      | 7è–8è  |
|  |               |               |               |    |        |               |               |               |  |  |        |            |        |
|  |               |               |               |    |        | B4            | Eslovàquia    | 10            |  |  |        |            |        |
|  | A5            | Regne Unit    | 3             |    |        | B4            | Eslovàquia    | 10            |  |  |        |            |        |
|  | A5            | Regne Unit    | 3             | B6 | Sèrbia | 6             |               |               |  |  |        |            |        |
|  | B6            | Sèrbia        | 11            | B6 | Sèrbia | 6             |               |               |  |  |        |            |        |
|  |               |               |               |    |        |               |               |               |  |  | B4     | Eslovàquia | 11     |
|  |               |               |               |    |        |               |               |               |  |  | B4     | Eslovàquia | 11     |
|  |               |               |               |    |        |               |               |               |  |  | A4     | Alemanya   | 13     |
|  |               |               |               |    |        | A4            | Alemanya      | 10            |  |  | A4     | Alemanya   | 13     |
|  | A6            | Israel        | 9             |    |        | A4            | Alemanya      | 10            |  |  |        |            |        |
|  | A6            | Israel        | 9             | B5 | França | 8             |               |               |  |  |        |            |        |
|  | B5            | França        | 11            | B5 | França | 8             |               |               |  |  |        |            |        |
|  | B5            | França        | 11            |    |        |               |               |               |  |  |        |            |        |
|  |               |               |               |    |        | 11è–12è       | 11è–12è       | 11è–12è       |  |  | 9è–10è | 9è–10è     | 9è–10è |
|  |               |               |               |    |        |               |               |               |  |  |        |            |        |
|  |               |               |               |    |        | A5            | Regne Unit    | 10            |  |  | B6     | Sèrbia     | 7      |
|  |               |               |               |    |        | A6            | Israel        | 5             |  |  | B5     | França     | 3      |